# Twist (roman)
Twist är en roman av Klas Östergren utgiven 2014.
Romanen är en skildring av skumma affärer, svek och kärleken till en kvinna som utspelar sig i Stockholm och Karlskrona från 1960-talet och framåt. För boken nominerades Klas Östergren till Sveriges Radios romanpris.

## Mottagande
Vid sin utgivning fick romanen ett mycket positivt mottagande. Flera kritiker gjorde jämförelser med verk av Graham Greene och John Le Carré.
”Detta är en spänningsroman, en som Le Carré hade var stolt över. … Det är bara att sjunka in i läsningen, som inte alltid är så lätt men ger rik belöning.” skrev Mats Gellerfelt i Svenska Dagbladet. ”Ingen beskriver Sverige med sådan bravur … Det är en helgjuten och bultande berättelse, [Klas Östergren] är vansinnigt skicklig … Varenda liten detalj visar sig vara en del av pusslet.” tyckte Jonas Thente i Dagens Nyheter. Jens Liljestrand i Expressen ansåg att Twist befäster Östergrens unika position inom svensk prosakonst och i Sveriges Radios Kulturnytt menade Elin Claesson att "Klas Östergren är en gudabenådad berättare: språket är enkelt men aldrig lättviktigt, det är lekfullt men inte gåpåigt, det är förföriskt men absolut inte kokett. Det hela är välbekant men ändå ständigt nytt." 
I Värmlands Folkblad tyckte Anders Hjertén att  Klas Östergren "nöjer sig inte med en insiktsfull samhällskritik och thrillerartad spänning. Han fångar dessutom många andra dimensioner i det virrvarr av känslor, tankar och drivkrafter som ingår i det mänskliga livets totalitet. Resultatet blir lysande och djupt tankeväckande underhållning.” I Dalarnas Tidning skrev Fredrik Borneskans att ”Östergren har full kontroll på sitt berättarinstrument, vågar vara både självironisk och humoristisk för att sen plötsligt sätta en formulering i läsarens hjärta med en precision som gör att man förstår att just de där orden är avgörande. … Det är stort, det är rikt och på samma gång mycket underhållande.” 